# Геологія Перу
Геологічна будова Перу.
На території Перу розташовані частини Амазонської синеклізи, Південноамериканської плити і Андського (Кодильєрського) геосинклінального складчастого пояса.
Амазонська синекліза виконана морськими палеозойськими і переважно континентальними мезозойсько-кайнозойськими відкладами потужністю понад 4000 м. Синекліза відділяється від складчастої споруди Анд Субандійським крайовим прогином, на палеозойській основі якого згідно залягає моласа (верхня крейда — міоцен) потужністю 10 000 м.
У крейдових уламкових відкладах зосереджені родовища нафти. Східна Кордильєра складена рифейськими і нижньопалеозойськими метаморфічними породами потужністю понад 8000 м, туфогенно-глинистими відкладами верхнього палеозою, гранітоїдами пермі-тріасу, невеликими інтрузивами середнього складу олігоцен-пліоцену.
У палеозойських метаморфічних породах локалізуються корінні родовища золота, а також оловорудні родов., що асоціюють з кайнозойськими інтрузивами. У міжгірській западині Пуна (Альтіплано) палеозойські метаморфічні і мезозойські осадові породи перекриті кайнозойськими, г.ч. червоноколірними відкладами, а також ефузивами.
Основу зони Центральних і Західних Кордильєр утворюють докембрійські метаморфічні і нижньопалеозойські метаосадові породи. На сході зони мезозойські гірські породи представлені юрськими глинистими сланцями, нижньокрейдовими пісковиками і вапняками верхньої крейди загальною потужністю 4000 м.
З уламковими відкладами ниж. крейди пов'язані великі родовища кам'яного вугілля. У західній частині зони переважають вулканіти середнього і кислого складу, кременисті породи юри — нижньої крейди (потужність 4000-6000 м). У осьовій частині зони поширені гранітоїдні інтрузиви верхньої крейди — палеогену (Андійський батоліт), з якими асоціюють найважливіші мідно-молібденові і сріблополіметалічні родовища. Великі простори Західної Кордильєри перекриті субаеральними андезитами еоцену-пліоцену, які утворюють вулканічний пояс Каліпуї.
З вулканітами асоціюють родовища срібних руд.
Хребет Берегової Кордильєри складений докембрійськими гнейсами, амфіболітами, гранітами і нижньопалеозойськими осадовими породами, які прорвані середніми і кислими інтрузіями крейди-палеогену. З докембрійськими метаморфітами і нижньопалеозойськими вапняками пов'язані родовища залізних руд.
Параандійська западина, що розділяє Берегову і Західну Кордильєри, заповнена кайнозойськими континентальними уламковими породами на півдні і морськими теригенними утвореннями того ж віку на північному заході (пустеля Сечура). З пісковиками еоцену-олігоцену пов'язана промислова нафтоносність, з уламковими відкладами міоцену — родовища фосфоритів.